# جدول مدال‌های المپیک زمستانی ۱۹۲۴
جدول مدال بازی‌های المپیک زمستانی ۱۹۲۴ فهرستی از مدال‌های کسب شده توسط ورزشکاران است که در طول برگزاری بازی‌های المپیک زمستانی سال ۱۹۲۴ میلادی که در شامونی فرانسه برگزار شد.

## جدول مدال‌ها
جدول مدال‌ها بر اساس اطلاعات ارائه شده توسط کمیته بین المللی المپیک (ioc) نوشته شده است.
      کشور میزبان (فرانسه)
| رتبه                         | کشور                         | طلا | نقره | برنز | مجموع |
| ۱                            | نروژ (NOR)                   | ۴   | ۷    | ۶    | ۱۷    |
| ۲                            | فنلاند (FIN)                 | ۴   | ۴    | ۳    | ۱۱    |
| ۳                            | اتریش (AUT)                  | ۲   | ۱    | ۰    | ۳     |
| ۴                            | سوئیس (SUI)                  | ۲   | ۰    | ۱    | ۳     |
| ۵                            | ایالات متحده آمریکا (USA)    | ۱   | ۲    | ۱    | ۴     |
| ۶                            | بریتانیای کبیر (GBR)         | ۱   | ۱    | ۲    | ۴     |
| ۷                            | سوئد (SWE)                   | ۱   | ۱    | ۰    | ۲     |
| ۸                            | کانادا (CAN)                 | ۱   | ۰    | ۰    | ۱     |
| 9                            | فرانسه (FRA)                 | ۰   | ۰    | ۳    | ۳     |
| ۱۰                           | بلژیک (BEL)                  | ۰   | ۰    | ۱    | ۱     |
| مجموع (۱۰ مدال کمیته المپیک) | مجموع (۱۰ مدال کمیته المپیک) | ۱۶  | ۱۶   | ۱۷   | ۴۹    |